# Eudorylas dichopticus
Eudorylas dichopticus är en tvåvingeart som beskrevs av Kuznetzov 1990. Eudorylas dichopticus ingår i släktet Eudorylas och familjen ögonflugor.
Artens utbredningsområde är Turkmenistan. Inga underarter finns listade i Catalogue of Life.